# Radiáns

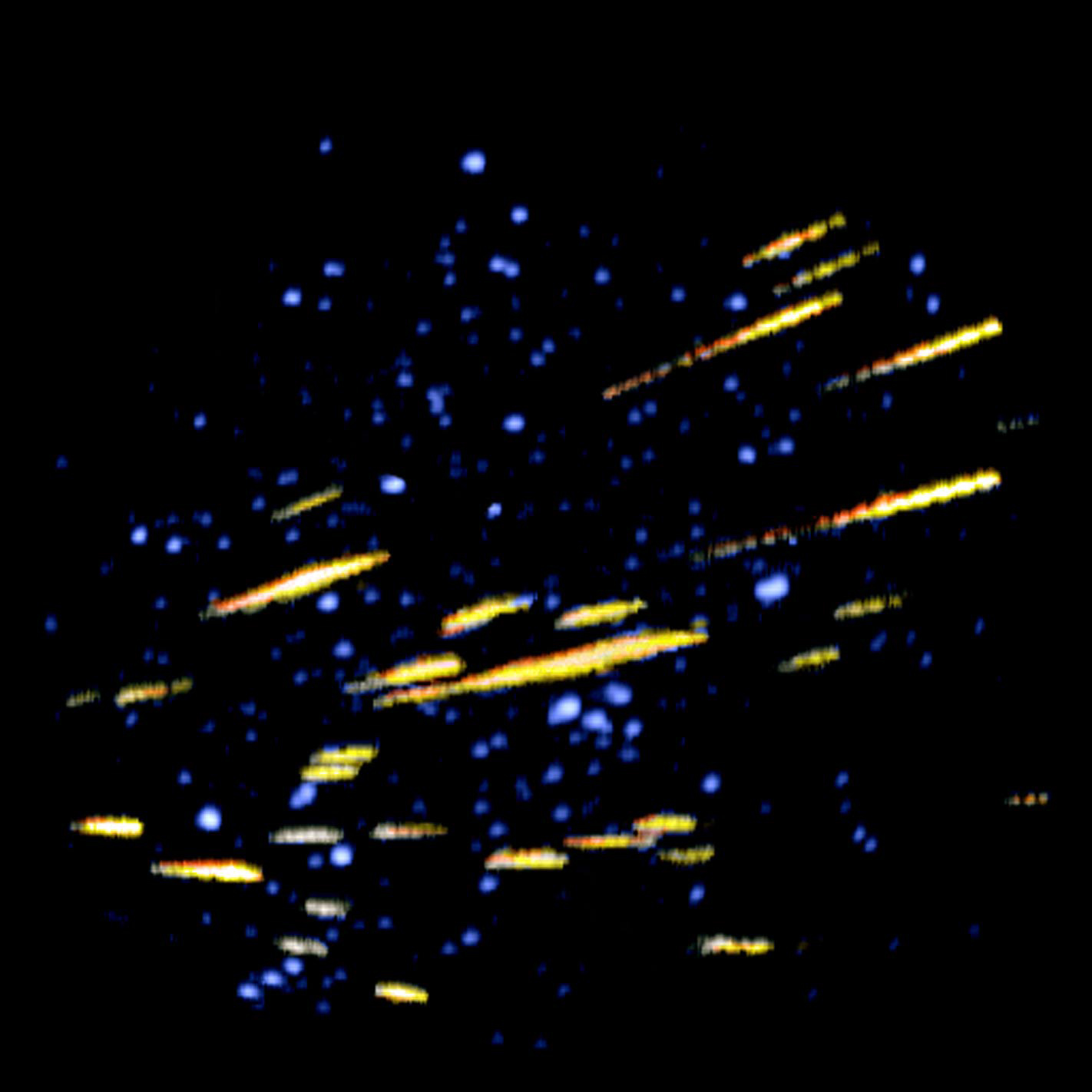
Hosszú expozíciójú idejű fénykép a Monocerotidák 1995-ös kitöréséről. A narancssárga meteorok egy pont, a radiáns felől látszanak szétrepülni, (amely ennél a rajnál a Monoceros csillagképben van)

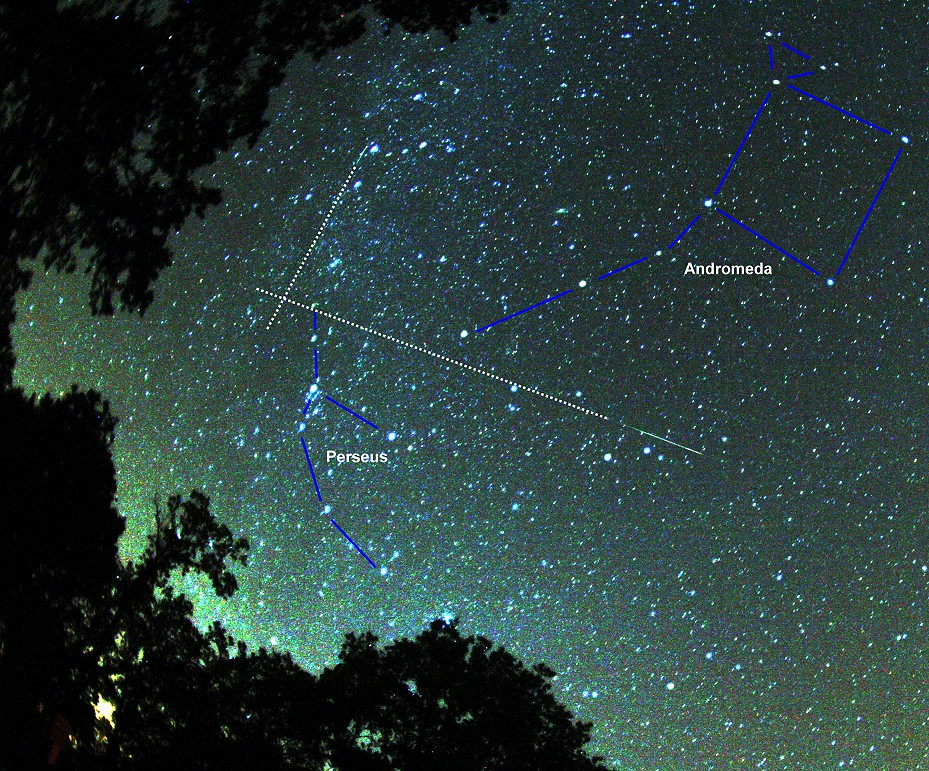
Két perseida, az útjaik meghosszabbításának metszéspontjában fekszik a raj radiánsa

A radiáns az a pont az égbolton, ahonnan egy meteorraj tagjai érkezni látszanak. A meteoroidok a Nap körül egyforma pályán mozgó apró por- és jégszemcsék. Amikor a Föld légkörébe érve megfigyeljük őket, az egy irányból párhuzamosan érkező meteorokat úgy látjuk, mintha egy pontból indulva, de a szélrózsa minden irányában haladó kis fénycsíkok lennének. A jelenség hasonló a vasúti sínekhez, amelyek egymással párhuzamosak, de látszólag mégis egy pontban futnak össze a horizonton.
A meteorrajok névadási konvenciójában a radiáns látszólagos égi helyének van szerepe, hiszen ha a radiáns a Perseus csillagképben van, akkor a raj neve Perseidák lesz. Ha az év során több raj is érkezik egy csillagképből akkor a rajnév különböző előtagokat is kaphat, például Északi Tauridák, vagy Éta Aquaridák.
A meteorrajok tagjairól készített megfigyelésekkel a radiánspont és a valós térbeli pálya meghatározható. Ha a rajtagok égen látott útját rögzíteni tudjuk rajzban vagy fotográfiai úton, akkor a pályák hátrafelé történő meghosszabbításai a radiánspontban metszik egymást. A valódi naprendszerbeli pálya meghatározásával a rajtagok köthetőek egy-egy üstököshöz vagy kisbolygóhoz, amelyekből a szemcsék származnak.
A radiáns azonban nem teljesen pontszerű, hiszen az együtt keringő részecskék pályáját több nem gravitációs hatás is befolyásolja, így a rajtagok az idő előrehaladtával egyre inkább más pályákon keringenek majd. Ezt mi úgy látjuk, hogy a radiánspont egyre nagyobb, diffúzabb folt lesz az égen.